# The Prince and the Beggarmaid
The Prince and the Beggarmaid é um filme de drama produzido no Reino Unido e lançado em 1921. Foi baseado em uma peça teatral de Walter Howard.